# Істмол при ЦК ЛКСМУ
Істмол при ЦК ЛКСМУ (до 1924 — Істмол при ЦК КСМУ), Комісія з вивчення історії молодіжного руху при ЦК ЛКСМУ — науково-дослідна та пропагандистська установа, основними напрямами діяльності якої були: збирання, зберігання й упорядкування документів і матеріалів з історії комсомолу; систематизація й публікація спогадів ветеранів молодіжного руху; видання історико-комсомольської літератури; пропаганда та популяризація історії комсомолу серед молоді. В лютому 1921 за рішенням ЦК РКП(б) був створений Істмол при ЦК Російської комуністичної спілки молоді (див. Всесоюзна ленінська комуністична спілка молоді). Аналогічна установа з'явилася в УСРР. Створений у червні 1921 згідно з циркуляром бюро ЦК Комуністичної спілки молоді України (КСМУ; див. Ленінська комуністична спілка молоді України) про заснування Істмолу й введення рубрик з історії молодіжного руху в органі ЦК КСМУ ж. «Юный коммунар» і місцевих періодичних виданнях. У грудні 1922 — лютому 1926 головою Істмолу був С.Білокриницький, до керівного складу комісії входили С.Височиненко, Д.Кланцов, Д.Марченко, Б.Свердлов та ін. І. при ЦК ЛКСМУ мав свої відділення при губкомах, окружкомах та міськкомах спілки, випускав періодичний орган «Юношеское движение». 1923–33 вийшло 16 збірок. Були видані нариси з історії КСМУ–ЛКСМУ, збірки й брошури про діяльність місцевих організацій комсомолу. В серпні 1929 в ході реорганізації істпартів Істмол на правах секції з вивчення історії комсомолу і робітничої молоді увійшов до складу новоствореного Інституту історії партії і Жовтневої революції при ЦК КП(б)У (див. Інститут історії партії при ЦК Компартії України — філіал Інституту марксизму-ленінізму при ЦК КПРС).